# Platytes strigatalis
Platytes strigatalis là một loài bướm đêm trong họ Crambidae.